# Tony Gunawan
Tony Gunawan (9 aprile 1975) è un ex giocatore di badminton indonesiano naturalizzato statunitense.

## Palmarès

### Olimpiadi
- 1 medaglia:
  - 1 oro (Sydney 2000 nel doppio con l'Indonesia)

### Mondiali
- 2 medaglie:
  - 2 ori (Siviglia 2001 nel doppio con l'Indonesia; Anaheim 2005 nel doppio con gli Stati Uniti)

### Giochi panamericani
- 1 medaglia:
  - 1 oro (Guadalajara 2011 nel doppio con gli Stati Uniti)